# Flandria (equipo ciclista)

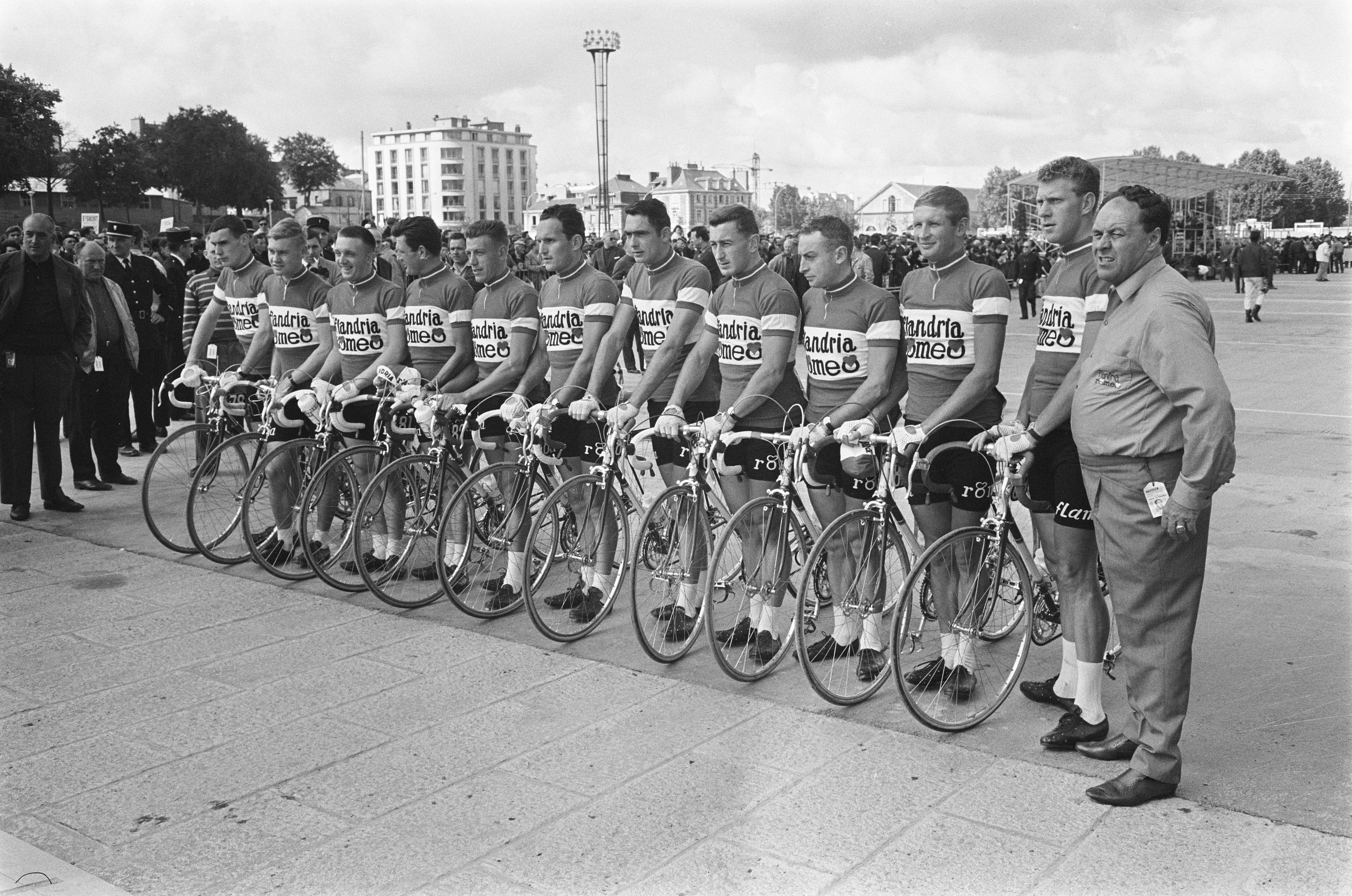
El equipo al Tour de Francia de 1964

El equipo Flandria fue un equipo ciclista belga, de ciclismo en ruta que compitió entre 1959 a 1979.
Militaron en él grandes ciclistas como Roger, Eric de Vlaeminck, Jef Planckaert, Rik Van Looy, Freddy Maertens, Walter Godefroot, Michel Pollentier, Eric Leman o Joop Zoetemelk.

## Corredor mejor clasificado en las Grandes Vueltas
| Año  | Giro de Italia        | Tour de Francia        | Vuelta a España             |
| ---- | --------------------- | ---------------------- | --------------------------- |
| 1955 | 10.º Hugo Koblet      | -                      | -                           |
| 1956 | 1.º Charly Gaul       | -                      | -                           |
| 1957 | 4.º Charly Gaul       | -                      | -                           |
| 1958 | 3.º Charly Gaul       | -                      | -                           |
| 1959 | 4.º Rik Van Looy      | -                      | 3.º Rik Van Looy            |
| 1960 | 11.º Rik Van Looy     | -                      | 6.º Fernando Manzaneque     |
| 1961 | 7.º Rik Van Looy      | -                      | 1.º Angelino Soler          |
| 1962 | 10.º Armand Desmet    | 2.º Jef Planckaert     | -                           |
| 1963 | -                     | 5.º Armand Desmet      | 2.º José Martín Colmenarejo |
| 1964 | 31.º Camiel Vyncke    | 37.º Huub Zilverberg   | -                           |
| 1965 | 15.º Frans Brands     | 8.º Frans Brands       | -                           |
| 1966 | -                     | -                      | -                           |
| 1967 | -                     | -                      | -                           |
| 1968 | -                     | -                      | -                           |
| 1969 | -                     | 27.º Wilfried David    | -                           |
| 1970 | -                     | 2.º Joop Zoetemelk     | -                           |
| 1971 | -                     | 2.º Joop Zoetemelk     | 6.º Joop Zoetemelk          |
| 1972 | -                     | 5.º Joop Zoetemelk     | -                           |
| 1973 | 33.º Johan De Muynck  | 18.º Fernando Mendes   | -                           |
| 1974 | -                     | 7.º Michel Pollentier  | -                           |
| 1975 | -                     | 23.º Michel Pollentier | -                           |
| 1976 | -                     | 7.º Michel Pollentier  | 29.º Herman Van Springel    |
| 1977 | 1.º Michel Pollentier | -                      | 1.º Freddy Maertens         |
| 1978 | -                     | 3.º Joaquim Agostinho  | -                           |
| 1979 | -                     | 3.º Joaquim Agostinho  | -                           |

## Principales resultados
- Tour del Norte: Willy Truye (1960)
- Cuatro Días de Dunkerque: Jef Planckaert (1960, 1963), Roger De Vlaeminck (1971), Freddy Maertens (1973, 1975, 1976, 1978), Walter Godefroot (1974)
- París-Niza: Jef Planckaert (1962), Freddy Maertens (1977)
- Tour de Flandes: Rik Van Looy (1962), Noël Foré (1963), Walter Godefroot (1968), Eric Leman (1970), Evert Dolman (1971)
- París-Roubaix: Rik Van Looy (1962), Peter Post (1964), Walter Godefroot (1969), Marc Demeyer (1976)
- Lieja-Bastoña-Lieja: Jef Planckaert (1962), Willy Blocklandt (1964), Walter Godefroot (1967), Roger De Vlaeminck (1970)
- Tour de Romandía: Willy Bocklant (1963), Wilfried David (1973)
- París-Tours: Guido Reybrouck (1964), Freddy Maertens (1975)
- Gante-Wevelgem: Léon Van Daele (1959), Rik Van Looy (1962), Walter Godefroot (1968), Freddy Maertens (1975 y 1976)
- Giro de Lombardía: Jean-Pierre Monseré (1969)
- Burdeos-París: Walter Godefroot (1969),  Herman Van Springel (1975)
- París-Luxemburgo: Eric De Vlaeminck (1970)
- Flecha Valona: Roger De Vlaeminck (1971), André Dierickx (1973)
- París-Bruselas: Marc Demeyer (1974), Freddy Maertens (1975)
- Gran Premio de Frankfurt: Walter Godefroot (1974), Freddy Maertens (1976)
- Amstel Gold Race: Freddy Maertens (1976)
- Volta a Cataluña: Freddy Maertens (1977)
- Vuelta a Suiza: Michel Pollentier (1977)
- Semana Catalana: Freddy Maertens (1977)
- Dauphiné Libéré: Michel Pollentier (1978)

### A las grandes vueltas
- Giro de Italia
  - 5 participaciones (1962, 1964, 1965, 1973, 1977)
  - 17 victorias de etapa:
    - 5 el 1962: Willy Schroeders, Armand Desmet, Huub Zilverberg, Rik Van Looy (2)
    - 1 el 1964: Walter Boucquet
    - 1 el 1965: Frans Brands
    - 10 el 1977: Freddy Maertens (7), Marc Demeyer (2), Michel Pollentier

  - 1 clasificación finales:
    - Michel Pollentier (1977)

  - 2 clasificaciones secundarias:
    - Clasificación por equipos: (1962, 1977)

- Tour de Francia
  - 14 participaciones (1962, 1963, 1964, 1965, 1969, 1970, 1971, 1972, 1973, 1974, 1975, 1976, 1978, 1979)
  - 37 victorias de etapa:
    - 1 el 1962: Huub Zilverberg
    - 1 el 1963: Frans Brands
    - 2 el 1965: Guido Reybrouck (2)
    - 1 el 1967: Walter Godefroot
    - 3 el 1968: Walter Godefroot (2), Eric Leman
    - 1 el 1969: Eric Leman
    - 1 el 1970: Roger De Vlaeminck
    - 3 el 1971: Eric Leman (3)
    - 3 el 1973: Walter Godefroot (2), Wilfried David
    - 2 el 1974: Ronald De Witte, Michel Pollentier
    - 3 el 1975: Ronald De Witte, Michel Pollentier, Walter Godefroot
    - 9 el 1976: Freddy Maertens (8), Michel Pollentier
    - 4 el 1978: Freddy Maertens (2), Sean Kelly, Marc Demeyer
    - 3 el 1979: René Bittinger, Marc Demeyer, Joaquim Agostinho

  - 6 clasificaciones secundarias:
    - Clasificación de los esprints intermedios: Eric Leman (1969), Pieter Nassen (1971), Marc Demeyer (1973, 1975)
    - Clasificación por puntos: Freddy Maertens (1976, 1978)

- Vuelta en España
  - 4 participaciones (1963, 1971, 1976, 1977)
  - 19 victorias de etapa:
    - 1 el 1963: Josep Segú
    - 1 el 1971: Joop Zoetemelk
    - 3 el 1976: Dirk Ongenae (2), Arthur Van de Vijver
    - 14 el 1977: Freddy Maertens (13), Michel Pollentier

  - 1 clasificación finales:
    - Freddy Maertens (1977)

  - 3 clasificaciones secundarias:
    - Gran Premio de la montaña: Julio Jiménez (1963), Joop Zoetemelk (1971)
    - Clasificación por puntos: Freddy Maertens (1977)

## Plantilla

### 1975
| Integrantes del equipo 1975            | Integrantes del equipo 1975 | Integrantes del equipo 1975          | Integrantes del equipo 1975 |
| Corredor                               | Fecha de nacimiento         | Equipo previo                        |                             |
| -------------------------------------- | --------------------------- | ------------------------------------ | --------------------------- |
| Christian Ardouin                      | 18 de abril de 1952         | Merlin Plage-Shimano-Flandria (1974) |                             |
| Eddy Cael                              | 24 de octubre de 1945       |                                      |                             |
| Raphaël Coene                          | 5 de noviembre de 1950      | Merlin Plage-Shimano-Flandria (1974) |                             |
| Carlos Cuyle                           | 25 de enero de 1953         |                                      |                             |
| Wilfried David                         | 22 de abril de 1946         | Peugeot-BP-Michelin (1972)           |                             |
| Ronald De Witte                        | 21 de octubre de 1946       | Peugeot-BP-Michelin (1972)           |                             |
| Régis Delépine                         | 22 de diciembre de 1946     | Merlin Plage-Shimano-Flandria (1974) |                             |
| Marc Demeyer                           | 19 de abril de 1950         |                                      |                             |
| Robert Fontaine                        | 12 de febrero de 1950       |                                      |                             |
| Walter Godefroot                       | 2 de julio de 1943          | Peugeot-BP-Michelin (1972)           |                             |
| Cyrille Guimard                        | 20 de enero de 1947         | Merlin Plage-Shimano-Flandria (1974) |                             |
| Eric Jacques                           | 31 de julio de 1953         |                                      |                             |
| Freddy Maertens                        | 13 de febrero de 1952       |                                      |                             |
| Gerard Martens                         | 29 de diciembre de 1948     |                                      |                             |
| Gérard Moneyron                        | 17 de enero de 1948         | Merlin Plage-Shimano-Flandria (1974) |                             |
| Michel Pollentier                      | 13 de febrero de 1951       |                                      |                             |
| Jean-Jacques Sanquer                   | 29 de noviembre de 1946     | Merlin Plage-Shimano-Flandria (1974) |                             |
| José Sersté (2 de may–31 de dic, Nota) | 7 de julio de 1943          |                                      |                             |
| Roger Vandemaele                       | 1 de febrero de 1953        |                                      |                             |
| Arthur van de Vijver                   | 29 de febrero de 1948       |                                      |                             |
| Marcel Van der Slagmolen               | 18 de diciembre de 1952     |                                      |                             |
| Julien Van Geebergen                   | 15 de junio de 1948         |                                      |                             |
| Herman Van Springel                    | 14 de agosto de 1943        | MIC-Ludo-de Gribaldy (1974)          |                             |
| Daniel Verplancke                      | 21 de septiembre de 1948    |                                      |                             |
| Roger Vershaeve                        | 23 de mayo de 1951          |                                      |                             |
|                                        |                             |                                      |                             |
| Fuente: Cycling Archives               |                             |                                      |                             |

Nota: José Sersté, cambio de equipo